# 觉囊派
覺囊派（藏語：ཇོ་ནང་པ་，威利转写：jo nang pa，藏语拼音：Qonang Ba）是藏传佛教的一个分支。觉囊的名称來自位于拉孜县彭措林寺东，雅鲁藏布江南岸的觉囊（全名觉摩囊）。觉囊派主张以“他空见”解释时轮，是藏傳佛教史上的一個特殊教派。它的特殊之處，就在於其思想雖主要來源於藏傳佛教，但長期發展與傳播，體現出幾乎完全同於漢傳佛教的如來藏思想，而異於西藏其他教派的思想特徵。他空見是該派的主要教義，承認真如本性，勝義有為他空。覺囊派在藏傳佛教中可算是異軍突起，獨樹一幟。但17世紀時，五世达赖令觉囊派寺庙改宗格魯派，目前覺囊派信眾有限。

## 簡介
12世紀時，由該派始祖裕摩不動金剛「裕莫·吉米多吉」創立。到袞邦·吐吉尊追(1243～1313年)時，受到拉堆絳領主的大力支持，修建覺囊寺，覺囊派的名聲開始大振。
袞邦之後第三任法台是有名的篤補巴·喜饒堅贊（1292～1361年）。他以前繼承過薩迦派的法統，31歲時往覺囊寺，得到雲丹加措的各種灌頂教授，深生敬信，於是改變宗派學習覺囊派教法，受到雲丹加措（1260～1327年，吐吉尊追的弟子）的委託住持覺囊寺。他本人親修《六支瑜伽》，獲得證驗，對他空見更為敬信，著有《山法—了義海論》、《第四結集論》等，闡發他空要義，使覺囊派的名聲大振於衛藏各地，出現了創宗以來的第一次興盛局面。在覺囊派開山祖師究竟為誰的問題上一向有爭論，有的人以袞邦·吐吉尊追為初祖，理由是他創建了根本道場覺囊寺；但更多的人則尊篤補巴為開派祖師，理由是他系統地建立了代表覺囊派根本教義“中觀他空見”的理論體系，並傳播覺囊派中他空見思想之先河，被尊稱為法王覺囊巴。 
繼篤補巴之後座主的是他的心傳弟子巧勒南傑（1306～1386年），他曾在拉薩傳昭法會大講《時輪金剛》灌頂及實修要門等，從學弟子很多，為宏傳他空見著有《破迷論》等著作。他的傑出弟子聶溫·袞白後來繼承了覺囊寺的法座。宗喀巴也曾從他們師徒倆學過《時輪》等法。聶溫之後的法座繼承者是班飲·袞噶羅追，之後依次為絳央袞卻桑布、南喀卻江、羅多那跋陀羅、袞噶卓卻、隆日加措和。袞噶卓卻任寺主期間，覺囊派得到有力的發展，呈現過興盛的局面。因此，後來多羅那他被覺囊派認為是袞噶卓卻的轉世。多羅那他是該派後期法台中對藏傳佛教界很有影響的一位高僧。他學識淵博，著作豐富，廣泛宣傳他空見。由於得到當時西藏統治者藏巴汗的支持，在後藏建立了覺囊派寺達丹當卻林寺，盛極一時。

## 現存覺囊派的寺廟
現存覺囊派的主寺為四川省壤塘縣藏哇寺，阿壩、馬爾康以及青省的班瑪、久治、甘德等七縣，共三十多座。僧人約五千。特別值得一提的是位於西藏日喀則地區拉孜縣的覺囊寺被毀後，二十世紀八十年代覺囊寺已重建，已完成“十萬佛塔”一座。
现时，觉囊派的主要传播区域以四川的壤塘县为中心，并分布于邻近的四川、青海、甘肃3省交界地区。

## 覺囊派的歷史與傳承
觉囊派的座主传承如下：
- 裕莫·木居多吉 生活于公元12世纪，82岁卒。是个瑜伽行者，出家更名迪巴杰布。
- 达麦夏若 裕莫的儿子。
- 南喀沃色 又名康萨巴。
- 色莫齐瓦 是达麦夏若的儿子，名南喀坚赞。
- 降萨·协饶沃色 自协饶以后，觉囊派的传授由隐秘逐渐弘传。
- 却古沃色
- 衮邦·吐吉尊追（1243－1313） 尊号衮觉囊巴钦布，主持修建觉囊寺，宏传他空教授，该派名声大张。
- 绛森·杰瓦耶协（1204－1283）
- 克准·云丹嘉措（1260－1327） 为吐吉尊追和杰瓦耶协共有之上首弟子。
- 笃补巴（1292－1361） 本名协饶坚赞 。
- 巧勒南杰（1306－1386） 本名晋美扎巴却季坚赞。
- 聂温衮噶白（1345－1439）
- 佐钦·衮噶罗哲
- 绛央·衮却桑布
- 南喀却龚
- 多罗那拔陀罗译师
- 衮噶卓却（1507－1569） 中兴觉囊派，宏扬他空教义
- 堪钦·隆日嘉措
- 多罗那他（1575－1635） 藏语法名“贡噶宁布”，即是觉囊寺第二十八任住持，阴木猪年(明万历三年，1575年)箕宿月(藏历六月)十八日，生于保护藏区的永宁地母十二尊之中金刚翠聪绿炬地母守护之地卡热章沟头、以前热译师的传承次第出世的居处，即现在被叫做曲科顶地方的东西两部热氏之中的东热贡噶僧格所建的寺院的地方。其祖父持咒师楚臣嘉措有四个儿子，长子南杰平措为贡噶宁布之父，母亲名叫多杰布噶拉姆。他出生时被包在颜色象五色彩虹的肚子一样的东西里，将其破开后里面是一个婴儿，身上的皮肤有血脂明点若系有黄丹色的梵绳，手足上有法轮之相，身上发出藏红花的芳香。婴儿睁眼观看各方，口诵三遍“松跋里”咒语，当时，祖父给他取名为“班玛斯觉多吉”(意为“莲花伏魔金刚”)，他出生的奇兆还有附近园子里群花竟相开放，天空连降七天花雨，鸟雀齐鸣，众兽喜戏，人畜无病，老人增寿，青年强壮等，长到八个月时能来回走动，一岁时会说话，一开始就再三说：“我是喇嘛更噶周却，”清楚地说出了前辈的施主、僧院、神衣、三所依，并且命近侍班觉服侍，大家听后都感到非常惊奇。贡噶宁布二十一岁时，根据上师贡噶坚赞、阿奢黎强巴伦珠的“住持觉囊寺”的口头命令，于阴历八月八日吉祥日正式登上了觉囊寺堪布宝座，发放任职茶，从准备到移交的顺缘都很好。之后，他住修于吉普，创立一年中不间断的觉囊大时轮的教授，每一次教授都很顺利。阴历一月初九日，举行大时轮教授朵玛仪轨，首先介绍净善教授。从印度阿奢黎素乃巴难室利和布拉哇杂拉等学者钻研一切甚深教授，深领全义。晚年，多罗那他大师完成利益教法和众生的大业后，于阴水猪年(明崇祯八年，1635年)四月二十八日为利益他界众生而逝往东方妙喜佛土，享年六十一岁。达丹丹曲林寺和各修行院的弟子们以及各们敬仰大师的首领广献供养，为他举行盛大的超荐。他的继承事业的无数弟中有执掌觉囊派的桑杰嘉措活佛、克旺益希嘉措、堪钦仁钦嘉措、克珠洛哲南杰、岗波活佛、曲杰阿旺巴、曲吾穷哇活佛、大师的堪布贡噶扎西坚赞、阿格旺波活佛、哲布活佛、夏仲上师仲、曲杰仁顶巴、时轮夏尔钦巴、曲杰拉欧巴、比丘宁波塔耶、强巴云丹贡波、阿旺更噶索南、更噶成勒旺姆、后藏王子贡噶丹贝坚赞等，除了这些弟子，上下一切弟子都主持自宗。佛教施主藏巴第悉彭措南杰父子、绛达扎西道吉、羊卓丹增弥居旺格嘉波(羊卓达垅万户的万户长。羊卓达垅，即今西藏浪卡子县)等许多有无限权势的人也对他礼敬供奉。

## 覺囊派祖師著作
- 篤補巴全集13卷，北京版 （页面存档备份，存于）
- 篤補巴全集8卷，壤塘版 （页面存档备份，存于）
- 篤補巴全集1卷，江孜版 （页面存档备份，存于）